# Isidor Scheftelowitz
Isidor Isaak Scheftelowitz (* 1. Mai 1875 in Sandersleben/Anhalt; † 17. Dezember oder 18. Dezember 1934 in Oxford) war ein deutscher Indologe, Iranist, Volkskundler und Rabbiner.
Scheftelowitz war Sohn des Lehrers Benjamin Scheftelowitz und seiner Frau Jenny Epstein.
Er wuchs in Königsberg auf und ging in Güsten und Königsberg zur Schule. Nach einer kurzen kaufmännischen Ausbildung besuchte er dort das Altstädtische Gymnasium und machte 1897 sein Abitur. Anschließend studierte er orientalische Sprachen an der Albertus-Universität Königsberg und ab 1898 an der Universität Berlin. Dort besuchte er auch das Rabbinerseminar. Das Studium schloss er in Königsberg mit dem Doktor der Philosophie im Jahr 1900 ab.
In den Jahren 1906 und 1907 arbeitete Scheftelowitz in England für das British Museum und für die Bodleian Library, bevor er im Jahr 1908 nach Deutschland zurückkehrte.
Von 1908 bis 1926 war er Rabbiner in Köln. Sein Studium des Sanskrits und der Iranistik und der Volkskunde schloss er 1914  ab mit der Dissertation Das stellvertretende Huhnopfer, mit besonderer Berücksichtigung des jüdischen Volksglaubens.
Ab 1919 übernahm er einen Lehrauftrag an der neu gegründeten Universität zu Köln.
Von 1923 bis 1933 war er Honorarprofessor in Köln. 1933 erhielt er Vorlesungsverbot und emigrierte nach England, wo er an der Universität Oxford lehrte.
Einer seiner beiden Söhne ist der Klassische Archäologe Brian B. Shefton.

## Schriften (Auswahl)
- Arisches im Alten Testament. 2 Bände. 1901–1903 (zugleich Dissertation Königsberg i. Pr.).
- Die Apokryphen des Rgveda. 1906.
- Das Schlingen- und Netzmotiv im Glauben und Brauch der Völker. 1912.
- Das stellvertretende Huhnopfer. Mit besonderer Berücksichtigung des jüdischen Volksglaubens. 1914.
- Die altpersische Religion und das Judentum. 1920.
- Die Entstehung der manichäischen Religion und des Erlösungsmysteriums. 1922. Digitalisat.
- Alt-palästinensischer Bauernglaube. 1925.
- Die Zeit als Schicksalsgottheit in der indischen und iranischen Religion. Stuttgart 1929.